# Robin Hood (película de 1991)
Robin Hood (Robin Hood: El magnífico en España y Las nuevas aventuras de Robin Hood en Hispanoamérica) es una película de 1991 dirigida por John Irvin y protagonizada por     Patrick Bergin, Uma Thurman y Jürgen Prochnow.

## Argumento
Estamos en el siglo XII en Inglaterra. El país está dividido a causa de la rivalidad entre normandos y sajones. Un día, para proteger a un cazador furtivo, el noble Robert Hode se enfrenta a un normando y pierde por ello sus tierras y sus derechos. Convertido así en un proscrito, Hode oculta su identidad bajo el nombre de Robin Hood y se convierte con el tiempo en el líder de una banda de descontentos que se esconden en el frondoso bosque de Sherwood. Desde allí, con su ayuda, Hode planta cara a los normandos y se dispone también a liberar a su enamorada, Lady Marian.

## Reparto
| Actor           | Personaje                   |
| --------------- | --------------------------- |
| Patrick Bergin  | Sir Robert Hode/ Robin Hood |
| Uma Thurman     | Lady Marian                 |
| Jürgen Prochnow | Sir Miles Folcanet          |
| Edward Fox      | Príncipe John               |
| Jeroen Krabbé   | Barón Roger Daguerre        |
| Danny Webb      | Much, el molinero           |
| Conrad Asquith  | Lodwick                     |
| Barry Stanton   | Miter                       |
| Owen Teale      | Will Scarlett               |

## Producción
La película fue rodada en diferentes localidades en el Reino Unido. Al principio fue producida para la televisión. Sin embargo, al final, acabó siendo estrenada comercialmente en muchos países.

## Recepción
La película no tuvo éxito, ya que tuvo la mala suerte de estrenarse casi simultáneamente con otra sobre el mismo personaje, pero con un presupuesto mucho mayor, Robin Hood: príncipe de los ladrones (1991). Aun así hubo muchos que prefirieron esta película en vez de la otra argumentando de que su rigor histórico era mucho mayor que el de su rival y que también había sabido aprovechar al máximo sus escasos recursos.
Hoy en día la película ha sido valorada en portales cinematográficos. En IMDb, con 5689 votos registrados, el filme obtiene una media ponderada de 5,7 sobre 10. En cuanto a Rotten Tomatoes, los más de 10 000 votos registrados en el portal dieron a la profucción cinematográfica una valoración media de 3,1 de 5.